# Солонське
Соло́нське (Солонсько) — село в Україні,Меденицької селищної громади, Дрогобицького району Львівської області. Населення становить 812 осіб. Село має промовистий герб.

## Географічні відомості

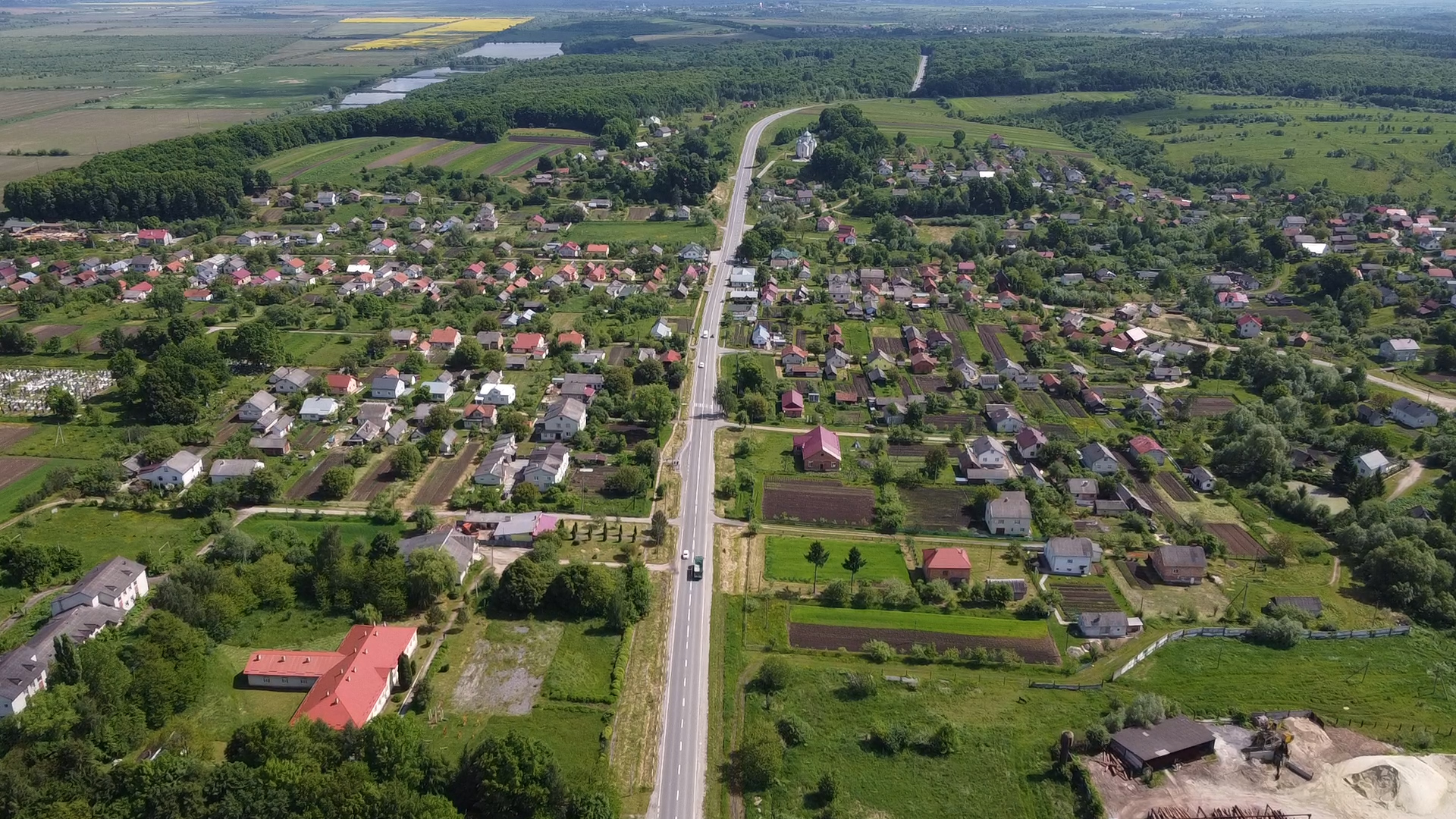
Загальний вигляд с. Солонське із висоти 80м, 02.06.2021

Село розташоване в долині річки Тисмениці, за 13 км від Дрогобича.

## Історія
В період X - XI століть на місці сучасного села існувало велике слов'янське городище племінного періоду.
Згадується у грамоті 20 серпня 1409 року як Солоний Брод, коли король Владислав ІІ Яґайло подарував сусідні села Почаєвичі та Гаї Верхні й Нижні Дрогобицького повіту Станіславові Коритку з правом спадкоємства.

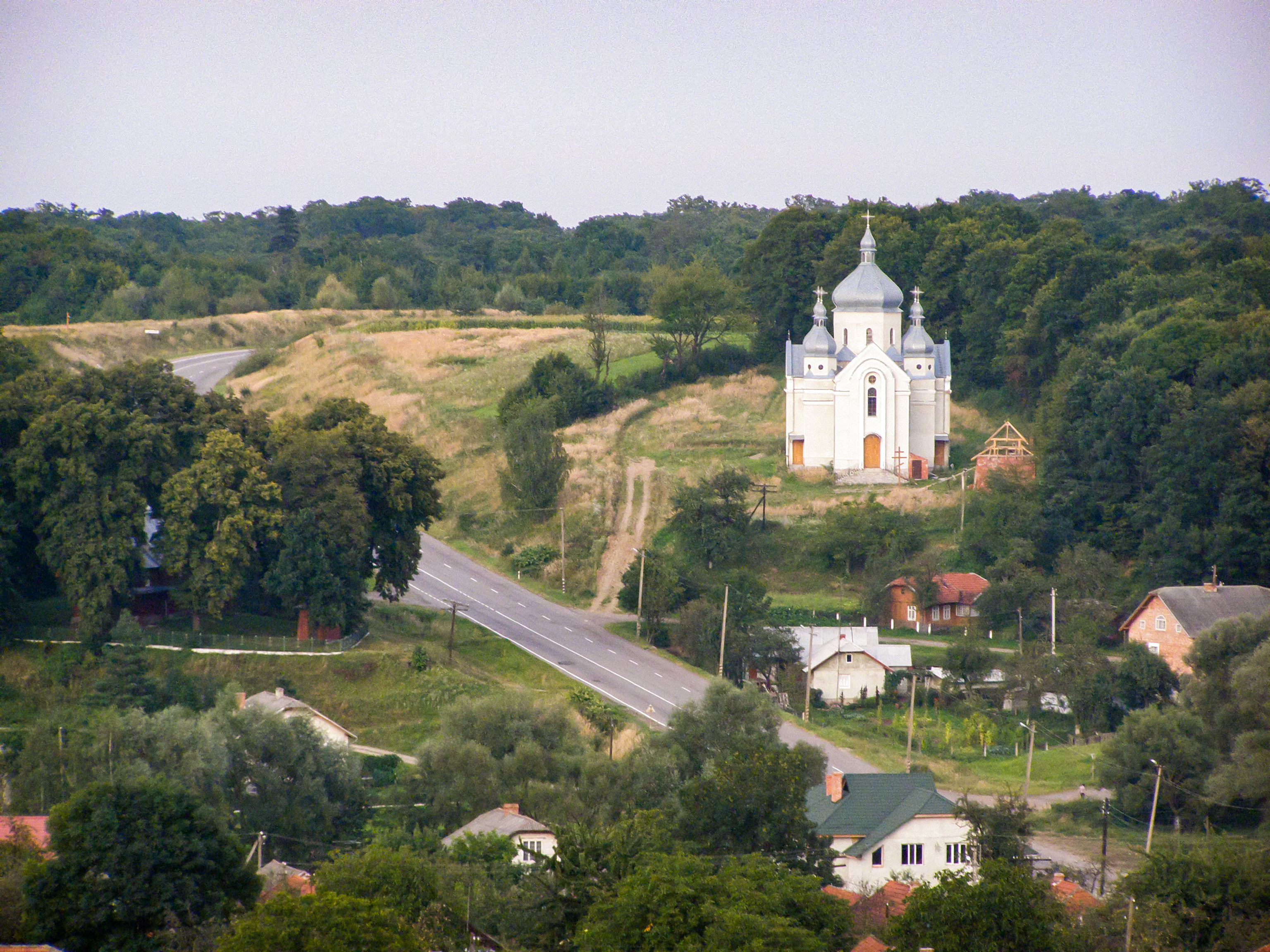
Вид на церкву Воздвиження Чесного Хреста

Село Солонсько засноване у 30-40 роках XVII ст. в долині річки Дністер. Порівнюючи з навколишніми селами виникло найпізніше в зв'язку з рельєфом місцевості. Солонсько в давнину повинно було бути містечком. Є залишки великих валів, які будували для оборони перед нападом ворожих орд. В лісі збереглась назва «Торговище», що вказує на те, що колись на цьому місці бували ярмарки. Це містечко по переказах називалося Солонко. Воно було повністю знищене при нападі татарських орд. Внизу під горою, де розташовані нові будинки і стадіон, колись було солоне озеро, яке згодом висохло, а на його місці утворилось кілька ставків та річка Ріпчанка. Через те, що вода в річці і ставках була солоною, село поступово стали називати Солонсько.
З розповідей жителів села до нас дійшло, що понад 200 років тому тут жив пан Дульський — власник фільварків, лісів і полів в селах Довге, Опарі, Солонсько. У Солонську, на території теперішнього складу, збудували панський панський будинок (нині там живе Загірна). Особисто пан у маєтку не жив, але жили його «гайдуки» — панська прислуга, охорона, стражники.
В 1780 р. під час приходу Дульського у Солонську нараховувалось до 15 халуп, розкиданих у хаотичному порядку. Поміщик всім поселенцям виділяв наділи під забудову, він же-ж через хаотичне розміщення будинків, спалив всі халупи, попередивши жителів про підпал. Дороги по вулиці Липовецькій не було, була ширша болотяна стежка. Дульський по нижній частині (зі сторони Народного дому) розділив кожному на будову подвір'я наділи по 20 м шириною і довжиною аж до Михайлевицького лісу. Він змусив зробити дорогу (вул. Липовецька), копати канави, возити гравій, носити на дорогу хворост. Річка Тисмениця, не обведена земляним валом, приносила людям і пану Дульському великі збитки. Тому він дав розпорядження викопати рів для стоку води в сторону Опарів. Рів викопали за одну ніч. Поле після цього назвали «за окопом», або «за перекопом». Кожному господареві пан виділив по 20 моргів (0,55 га) землі.
Після смерті графа Дульського панування перейшло до графа Скарбика. Він добудував фільварок та скуповував землю. Сам граф жив у Дороговижі і майже ніколи не навідувався до свого маєтку, віддавши його в оренду іншим. Це був початок ліквідації панщини. Дітей у Скарбика не було, тому перед смертю граф заповів всі маєтки та багатство перевести на утримання сирітського будинку в Дороговижі. По його смерті коштами і прибутками управляла «фундація графа Скарбика», яка і організувала в 1881—1885 роках копання ставів, щоб збільшити прибутки, тому що доходи від господарювання зменшувались у зв'язку з поганими природними умовами. «Фундація» продала громаді «Сад». Площа «Саду» була розділена: половина — орна земля, половина — фруктові дерева. Користувалась громада «Садом» до 1917 року, а в 1919 році лісничий Йошт розділив його між двома лісниками. Було розорано другу половину саду. Йошт мало допомагав селянам-українцям. В 1940 році, з приходом радянської влади, Йошту в околоті соломи таємно вивіз в Дрогобич Лисий Іван. В 1944 його зустріли в Польщі.
Заселення території здійснювалося приїжджими втікачами. Ліс викорчовували, будували халупи (хатини), розчищали місце під городи. Село заселене, переважно, жителями навколишніх сіл: Вороблевич, Липовець, Довгого, Опарів. Прізвища — Хамчин, Владика, Пилат — з Вороблевич, Табачинський, Гавриляк — Довге, Осередчук — з Опарів, Чіп — з Липовець, Бойко — потомки з Карпат, Білик — зайшлі втікачі із Закарпаття. Прізвища давались по характеру і нахилу людини, її звичках. В роки воєн і розрухи, голоду і панщини народ втікав у пошуках кращої долі. Так у Солонську з'явилися мазури з Польщі, за ними і залишилися прізвища Мазур. Прадіди Маршалків були військовими, групами розкиданими під час воєн «маршові відділки», звідки і залишилось їх прізвище. Ращуки також з часів панування Польщі.

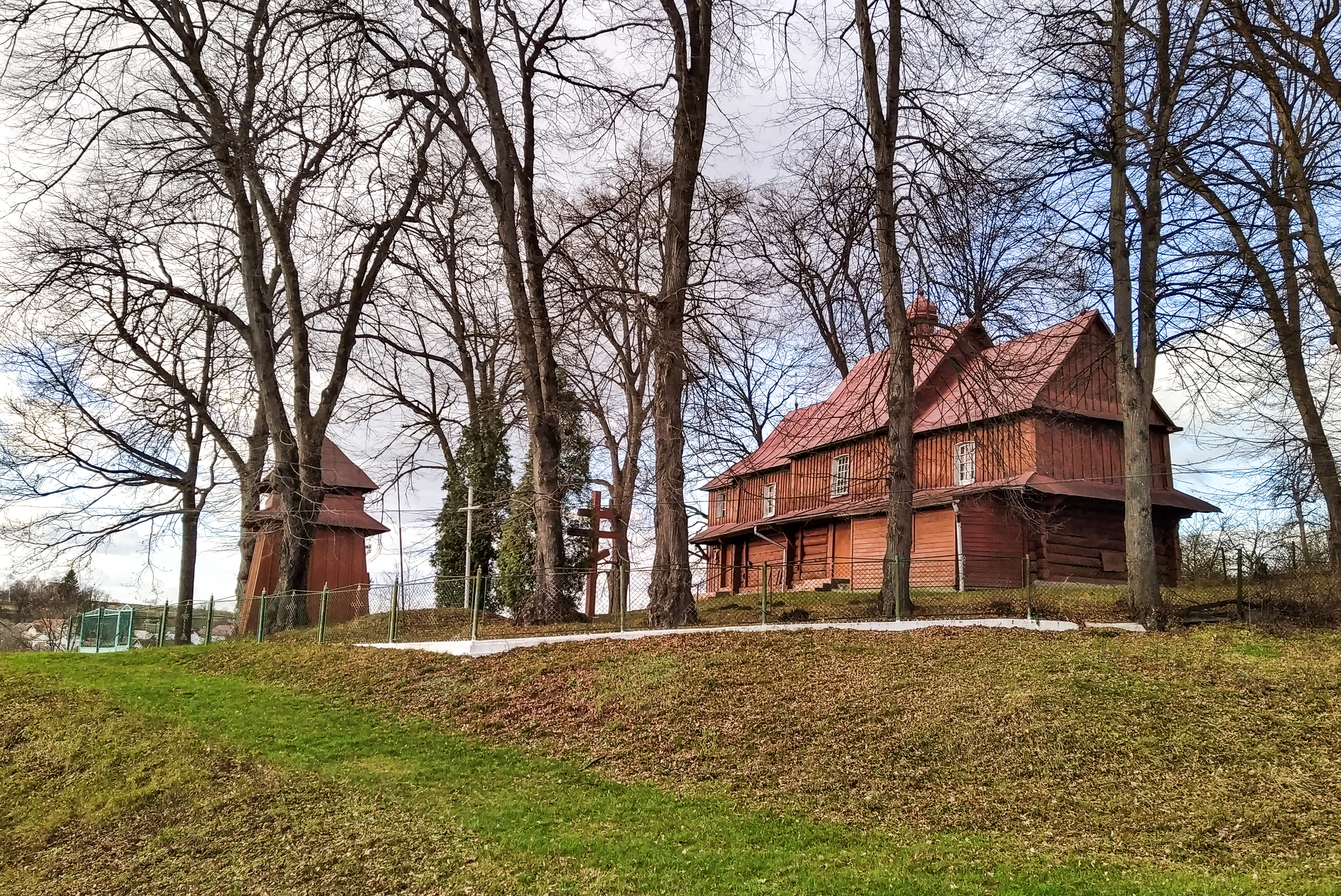
Церква Константина і Олени, 2019

Село було ніби поділене на частини: «Кирики» — належали Кирику, який став родоначальником нинішніх Кириків. Приїжджий чи втікач, хитрий в торговій справі він багато зробив для селян того часу. Жив там, де стоїть сьогодні будинок Михайла Кирика.
«Мала гора» — була заселена ще до гайдуків. Там було три старих будинки під соломою, по переказах — Головатого, Осередчука, Петречка. За Австрії в Солонську знаходилось мадярське військо. Від нього в селі залишились нащадки на «Кириках» і «Малій горі».
«Велика гора» раніше називалась «Лиса гора» через відсутність на ній будинків. Вона була заселена тільки поляками 1845 року. На «Великій горі» було збудовано два будинки, в яких поселились брати ще за графа Дульського. Їх прозвали Лисими. «Долина» і «Личаків» заселялися за Дульського, пізніше тут збудували кузні, корчми і тартак.
Де зараз побудований Михайло Оклієвич та Кирик Зенон — був сільський млин, побудований Бойком Іваном. Для підведення води насунули вал, частина якого збереглася по сьогодні в районі стадіону в напрямку до тартаку.
Після скасування панщини на кінець 1848 року у селі було 52 будинки. В цей час на Західній Україні починає розвиватися капіталізм, виникають промислові підприємства. У 1870 році у селі побудована ґуральня, яка згоріла внаслідок пожежі 1915 року, як і половина села.
В селі було три кузні, які обслуговували селян і проїжджих по тракту. Одна стояла там, де тепер стадіон, з краю від дороги. Друга на теперішньому городі Шваничака Антона, третя біля хати Євгена Кирика.

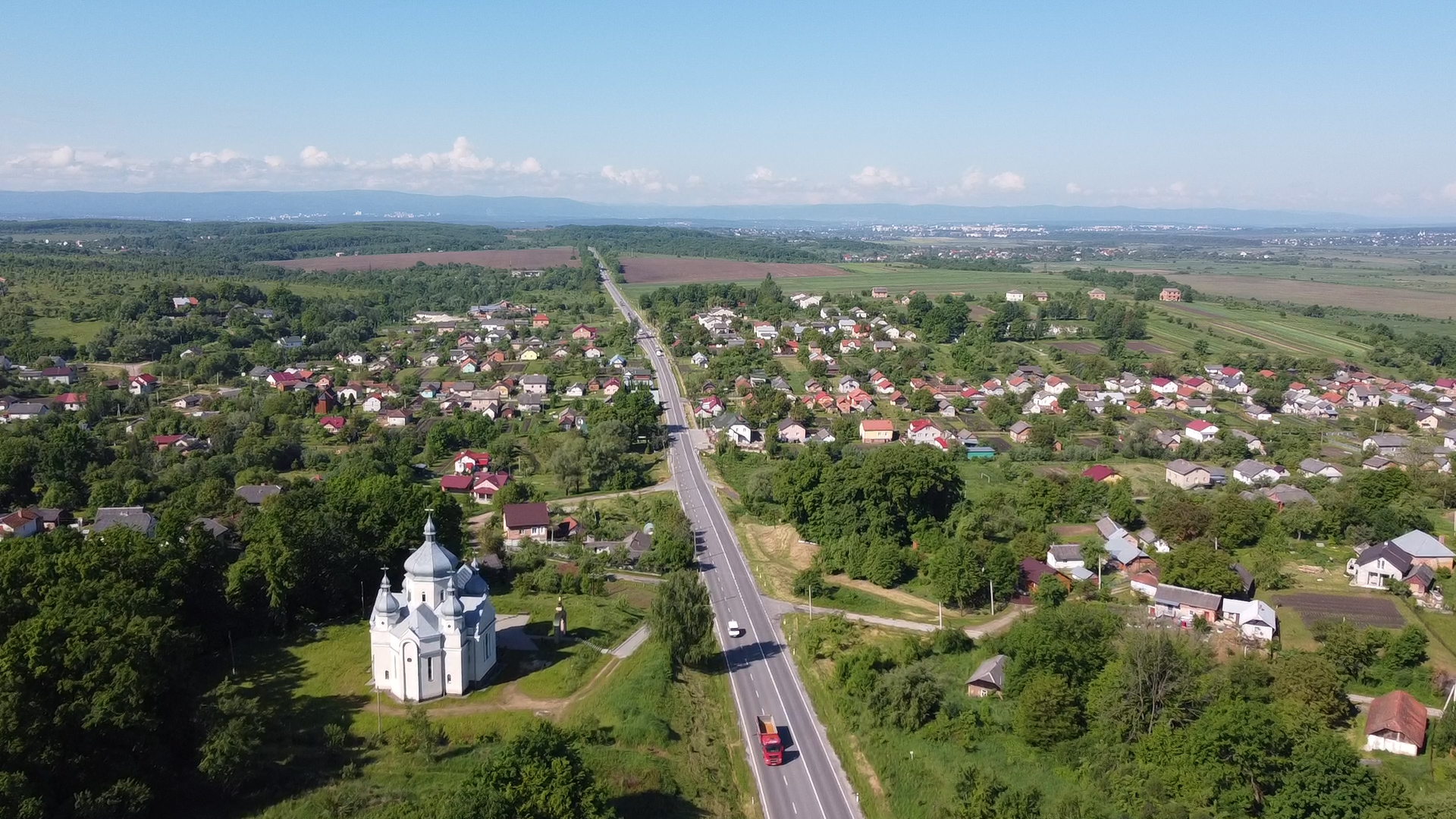
Загальний вигляд с. Солонське із висоти 80 м, 2020

В 1880 році у Солонську нараховувалось 99 будинків, і 574 жителі, з них 180 поляків, 372 українці, 22 євреї. Так подавав польський «Словник географічних назв, 1880р». Були і корчми. Перша стояла на місці хати Романа Галайка. По переказу Бойка Миколи (80 років): «У Великодню п'ятницю їхав священик до церкви з Божими Дарами, а в цей час у корчмі танцювали. За таке богохульство священик прокляв їх, а корчма провалилася під землю. На її місці утворилася велика яма з водою, яку селяни з часом завезли землею». Друга — стояла на місці, де зараз хата Шваничака Антона. Це був великий будинок з різними прибудовами, де можна було поставити коней, поїсти, випити горілки, переночувати. Корчму орендували євреї графа Бельського з Рихтич. У 1915 році корчма згоріла, а від вогню загорілись і будинки селян, що були криті соломою. На місці корчми збудував хату і кузню німець Вольф, який у 1945 році виїхав до Польщі. Напроти корчми стояла митна будка для сплати за проїзд по дорозі. Третя — стояла при дорозі з правої сторони, де був заїзд на ферму — також згоріла під час пожежі.
У Солонську випалювали, у невеликій кількості, цеглу для потреб місцевих жителів. Промисел був там, де зараз стоять будинки Кішка Й. та Цимбала І.
У селян було багато ткацьких верстатів. Тканиу ткали як для власних потреб, так і на продаж. Населення обслуговували місцеві стельмахи, шевці, кравці, столярі. Один раз в тиждень до села привозили різні товари з Дрогобича. Торгували з підвод. Коні були тягловою силою. Всі роботи робились вручну. Крім того раз в тиждень кожний фірман мав відробити на громадських роботах (ремонт дороги, робота в лісі, вивезення шутру), громадські роботи мали виконувати і селяни з кожного двору копали та чистили канави, обсипали річку Тисменицю валом, щоб не розливалася під час дощів (лише у 1975 році річку обнесли валом, зробили меліорацію, осушили болота).
Безземельні селяни, через скруту, змушені були виїжджати до Америки.
На місці тартаку до 1919 року було поле. Сільська громада продала цю землю «Спілці акцій» в Дрогобичі, яка і побудувала першу пилораму. «Спілка» збанкротувала і поляк пан Вольжек, маючи гроші, купив тартак та був його власником до 1945 року, доки не виїхав до Польщі.
Внаслідок Першої Світової війни всі галузі господарювання починають занепадати оскільки територія була ареною бойових дій.
Після закінчення Першої світової війни на західноукраїнських землях встановлюється польське панування. З перших днів населення протестує проти призову в польську армію та виборів до польської влади, але революційного піднесення в селі не було
1939 рік — рік возз'єднання Західної України з Радянською Україною у складі СРСР. Польсько-німецька війна 1939 року, початок радянсько-німецької війни, відступ Червоної Армії, окупація краю німецькими військами, голод 1942 року — все це наклало свій відбиток на село та жителів. 06.08.1944 року село залишили німецькі війська і прийшла Червона Армія. Селяни брали участь у підпільній боротьбі проти нової влади. Учасниками мітингів, підпільних сходок революційного руху з села були Маланюк М. С. — керівник групи, члени групи — Пилат Й., Кащук М., Табачинський М. (виїхав до Аргентини).
В 1946 році під час операції «Вісла» солонських поляків переселено на територію Польщі, а у селі з'явилися лемки: Гарайда, Швничак, Галянко, Шубан, Гіряк, Ковалик, Івасечко Яворський, Нестор, Гривняк, Зелінко, Шевчук, Попик, Сянський, Польний, Оліярчук, Капустинський, Галайко, Попович, Бакалік Цимбал.
З 1945 року було організоване радянське господарство, яким керував Юрів з Дрогобича.
У 1948 році в селі пройшла колективізація. Забирали в господарів все. Називалось це розкуркуленням. 1950 року із села було виселено багато сімей у Сибір. Дехто прожив там до десяти років, а багато і не поверулось у рідну домівку. Перший колгосп назвали ім. Хрущова, керував ним Макогоненко. В селі діяла свиноферма та корівник. Будинок, що там облаштували був побудований дуже давно. За Польщі в ньому жили пристарілі; за німців — тримали кролів та свиней; довго тут знаходився загін «самоохорони села». З 1945 по 1948 роки в ньому жили російські дівчата, звільнені в Німеччині. Вони доїли корів, годували свиней, обробляли город.
У 1950 році колгосп ім. Хрущова об'єднали з колгоспом ім. Шевченка с. Михайлевичі, колгоспом «Комсомолець» с. Далява, колгоспом «Червона зірка» с. Почаєвичі і став називатись ім. Леніна. В 1959 р. відбулося приєднання колгоспу ім. Кірова с. Раневичі, а в 1960 р. об'єднався з колгоспом «Перемога» с. Болехівці та отримав назву «Нове життя», керівником був Яворський. У 1962 році розпочали будувати нову ферму, школу, пізніше будинки для спеціалістів, які потребували житла. В 1968 році починають будувати будинки в районі тартаку, а в 1990 році цегельний завод.
З розпадом СРСР колгосп поступово занепадає та перестає діяти.

### Медичне обслуговування
Хворих у селі лікували сестри-добродійки з Липовець, яких утримував священик. Лікарня, що працювала в Дрогобичі була дуже дорогою і не кожен міг витрачатися на лікування. Пологи приймали повитухи з місцевого населення Розалія Чушак, Федора Дзікович, Юстина Осередчук. Вродженими хірургами-костоправами були Бойко Петро та Михайло. Без освіти вони справляли вивихи, накладали шини на зламані кінцівки, лікували рани за допомогою мазі з трав. Очі лікувала Трубілович Юстина.

### Освіта

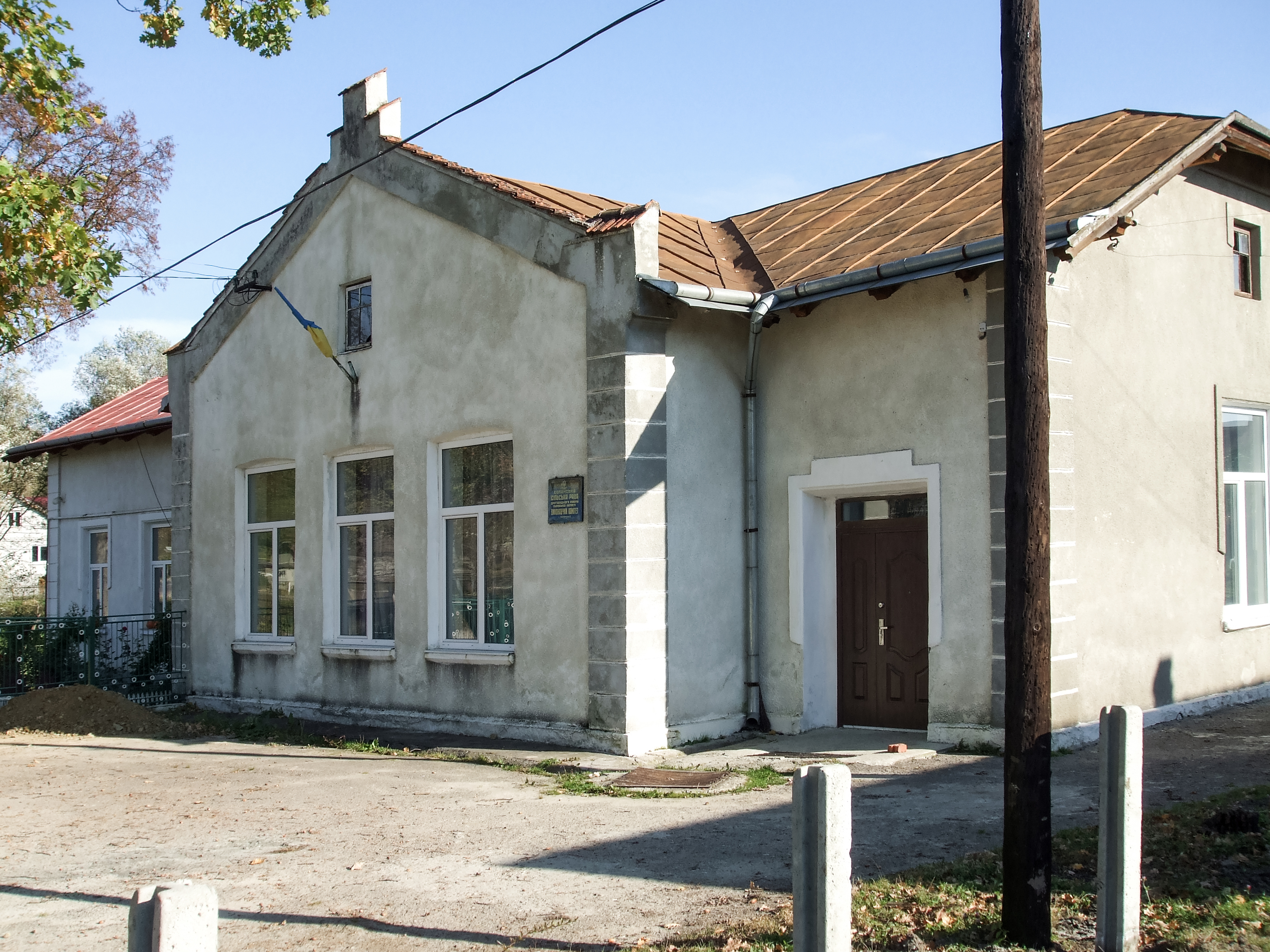
Будинок Солонської сільської ради станом на 19.10.2008. Збудований у 1910-му році як школа для заможних селян.

Навчання дітей у с. Солонсько розпочалося з 1907 р. в приміщенні старого будинку на території «складу», цього будинку давно немає. У 1910 році за кошти держави, вчителів і заможних селян побудовано нову школу. Отримати освіту могли лише діти заможних селян, бідніші пасли худобу, працювали наймитами. Спочатку діяло 4 класи пізніше — 6 класів а в 1948 році — 7 класів. У 1967 році за кошти колгоспу головою якого був Яворський побудовано нове приміщення (діє до сьогоднішніх днів).
У 1925—1927 великий вклад у розвиток освіти в селі вніс отець Шумський, який домігся від польської влади дозволу на навчання української мови по одній годині на тиждень а також богослов'я по одній годині в день. Діти українців з Солонська ходили на навчання до нього додому. Священику допомагав вчити старших читати та писати житель Болеховець Добош.
В селі у 1948 була організована «Просвіта», яка існувала за кошти селян. Діяло дві читальні польська та українська ім. Качковського, які організували художню самодіяльність (ставились вистави) та хор. Керівником хору був Лука Табачинський — самоук. У хорі займалося 50 хлопців та дівчат різного віку.
На внески читальні у селі проводились фестини на таких місцях: І — де стоїть хата Геремеша Любомира; ІІ — де нова хата Тимківа Євгена; ІІІ — на куті; IV — де хати Дзіковича В., Гавриляка Й, Ращука М.

### Історія церкви

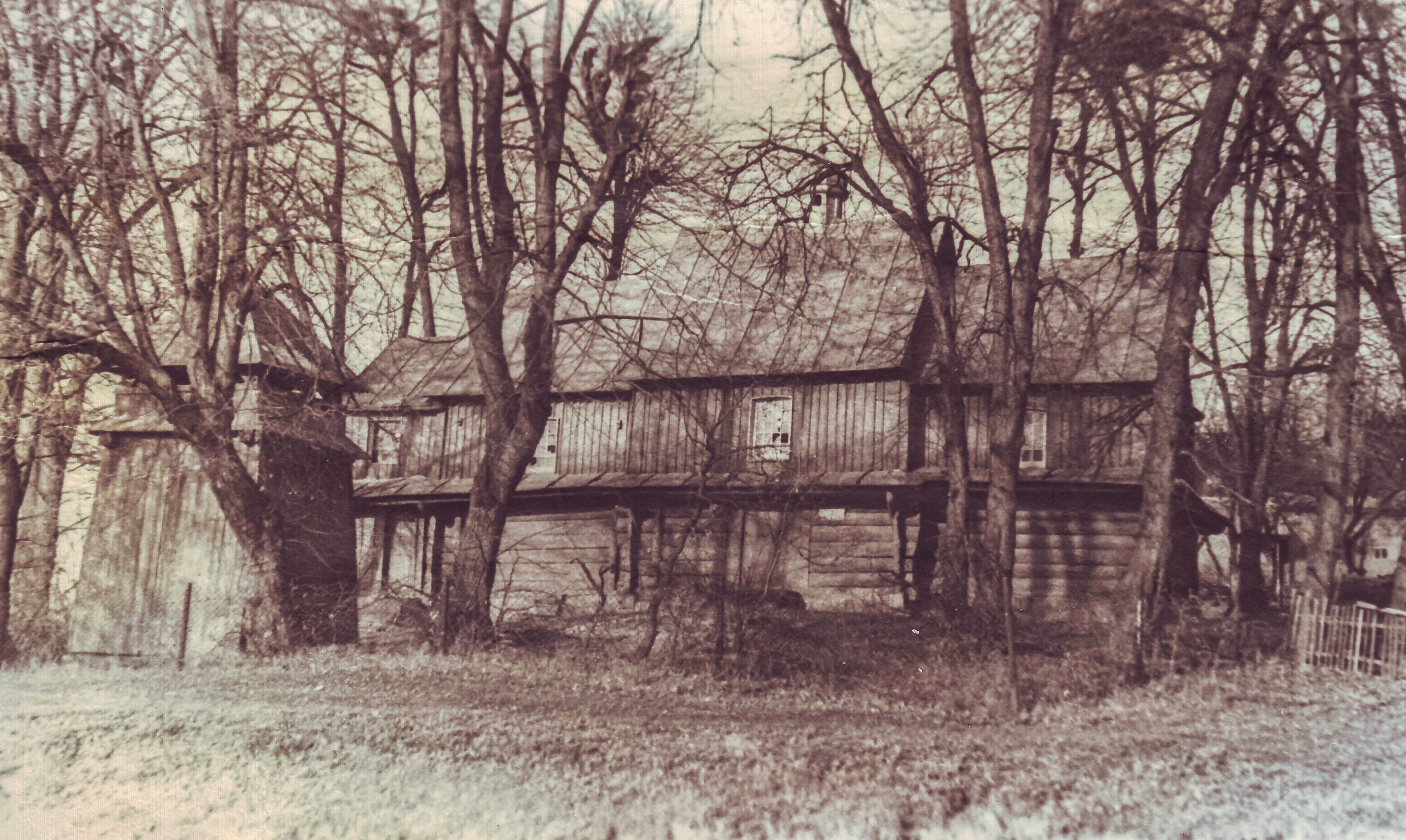
Церква Константина і Олени, 1992 р. Фото із рукописів «Історія с. Солонське», автор: Бойко В. А.

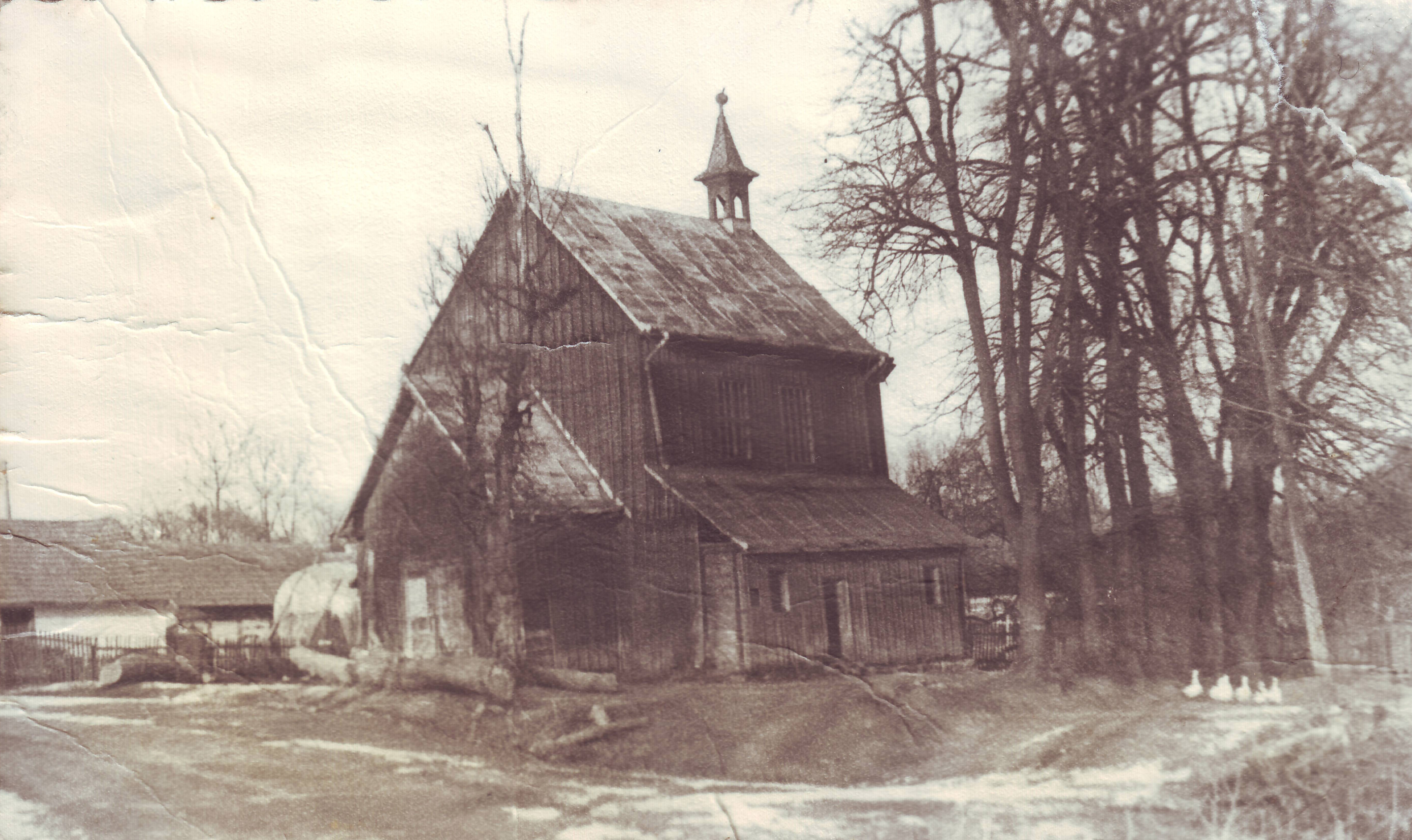
Костел Пресвятого Серця Господа Ісуса. Фото із рукописів «Історія с. Солонське», автор: Бойко В. А.

Церква Константина і Олени є пам'яткою архітектури кінця XIX ст. Розташована на пагорбі з лівого боку при виїзді з села Солонсько у напрямку Дрогобич — Меденичі.
Церква у розібраному вигляді привезена жителями села з гір Карпат, побудована майстром з Івано-Франківська Бондарчуком Іваном Михайловичем.
Споруджена у селі в 1887 році як дочірня церкви святого Архистратига Михайла с. Далява. Їй належало 9 мір сіножатей, 9 мір поля, 10 кубометрів дров, платила податок 31 злотий. Парохом був Юліан Гумецький, 1861 року народження, висвячений 1886 року.
1960 рік церква закрита, вся релігійна атрибутика була вивезена до Львова або знищена. Відзначати релігійні свята та обряди було заборонено. В приміщенні обладнано склад, однак через поганий під'їзд переобладнана в краєзнавчий музей, де були зібрані деякі речі домашнього вжитку. Керувала музеєм школа.
У 1989 році жителі села розпочали роботи по відновленні церкви та її реставрації. Найактивнішими були Кирик Марія Юрківна та Бойко Роман Михайлович (нині покійні). 19 грудня цього ж року відбулася перша Свята Літургія, парох отець Мирослав з Меденицької парафії. А з 1999 року служби відправляє отець Олег Терлецький.
На території села Солонсько діяв і костел що був збудований пізніше за церкву. 1950 році костел, як і православна церква, перетворений на склад для кормів та інвентаря, пізніше склад — мінеральних добрив для колгоспу. На початку дев'яностих років костел реставрували і зараз польська громада має можливість проводити релігійні обряди.

## Населення

### Мова
Розподіл населення за рідною мовою за даними перепису 2001 року:
| Мова       | Кількість | Відсоток |
| ---------- | --------- | -------- |
| українська | 809       | 99.63%   |
| російська  | 2         | 0.25%    |
| польська   | 1         | 0.12%    |
| Усього     | 812       | 100%     |